# Jenny Goldschmidt
Jenny Elisabeth Goldschmidt (Rotterdam, 9 juli 1950) is een Nederlandse juriste en hoogleraar aan de Universiteit Utrecht. Ze was voorzitter van de Commissie gelijke behandeling.

## Opleiding en werk
Goldschmidt ging na de middelbare school (gymnasium-a) rechten studeren aan de Universiteit Leiden. In 1981 promoveerde ze in Leiden op het proefschrift National and indigenous constitutional law in Ghana. Haar promotor was Tim Koopmans. Tien jaar later werd Goldschmidt in Leiden hoogleraar Vrouw en recht. In 1992 werd zij tevens benoemd tot bijzonder hoogleraar Juridische vrouwenstudies aan de Universiteit Utrecht. Van 1996 tot 2003 was Goldschmidt voorzitter van de Commissie gelijke behandeling. Per 2004 werd zij gewoon hoogleraar Rechten van de mens in Utrecht. Ze was daarnaast directeur van het Studie- en Informatiecentrum Mensenrechten aan de Universiteit Utrecht.
Goldschmidt heeft een uitgesproken persoonlijkheid en snijdt regelmatig kwesties van ongelijkheid aan. In 1996 won ze de Aletta Jacobsprijs voor haar inzet voor vrouwenrechten.

## Privé
Goldschmidt is doof. Haar doofheid werd pas ontdekt toen ze acht jaar oud was.

## Publicaties (selectie)
- Mag het iets minder zijn? Hebben we een teveel aan mensenrechten?  Utrecht, Universiteit Utrecht, 2005. (Inaugurele rede)  ISBN 90-393-0377-0
- J.E. Goldschmidt, R. Holtmaat et al.: Vrouw en recht. 's-Gravenhage,  DCE/STEO, 1993. ISBN 90-346-3000-5
- We need different stories. (Bevat: Een ander verhaal in het recht & Verhalen van verschil).  Inaugurele redes Leiden en Utrecht. Zwolle, W.E.J. Tjeenk Willink, 1993. ISBN 90-271-3749-8
- Vrouw en recht. Juridisch instrumentarium ter verbetering van de rechtspositie van vrouwen in Nederland. Door J.E. Goldschmidt [et al.]. Leiden, Stichting NJCM-Boekerij, 1984. ISBN 90-6750-005-4